# ПКС (Луцьк)
ПКС (пол. Policyjny Klub Sportowy Łuck / PKS Łuck) — польський футбольний клуб з Луцька (зараз — Україна).

## Історія
Футбольна команда ПКС була заснована 1929 року в Луцьку. У 1931 році ПКС виборов право виступати в Клясі «А» Волині, після чого став не лише найсильнішим клубом Луцька, але й Волині загалом. Всі наступні сезони до початку війни «поліцейські» завершивали з титулом чемпіон або віце-чемпіон Волинської окружної ліги. 
На відкритті стадіону ім. Юзефа Пілсудського (нині – «Авангард») 24 вересня 1933 року центральною подією став товариський футбольний матч між командами ПКС та Warszawianka з Варшави, у якому місцеві футболісти виграли — 1:0.
Як чемпіон Волині чотири рази виступав у групових раундах плей-оф за право виходу до Національного чемпіонату. До вищого дивізіону так і не виходив, проте у плей-оф встиг обіграти «Чарні» (Львів), «Реверу» (Станиславів), ВКС 22 пп (Седльці), ВКС (Гродно) та «Погонь» (Берестя).
У вересні 1939 року, після початку Другої світової війни, клуб припинив існування.

## Досягнення
- Кляса «А» Волинської окружної ліги
  -  Чемпіон (4): 1934, 1935, 1938, 1939
  -  Срібний призер (4): 1932, 1933, 1936, 1937

## Статистика виступів
У таблиці, наведеній нижче, подано місця, які ПКС займав у 1931—1939 роках: 
| Сезон     | Чемпіонат | Чемпіонат                | Чемпіонат | Примітки |
| Сезон     | Ліга      | Ліга                     | Місце     | Примітки |
| --------- | --------- | ------------------------ | --------- | --- |
| 1931      | III       | Кляса «Б» (Волинська ОЛ) | 1         | |
| 1932      | II        | Кляса «А» (Волинська ОЛ) | 2/8       | Перше луцьке дербі в Клясі «А» за участю ПКС та ВКС.                                                                        |
| 1933      | II        | Кляса «А» (Волинська ОЛ) | 2/8       | |
| 1934      | II        | Кляса «А» (Волинська ОЛ) | 1/8       | 3-є місце в групі 3 кваліфікації до чемпіонату Польщі. Найвище досягнення для клубів з Волині.                              |
| 1935      | II        | Кляса «А» (Волинська ОЛ) | 1/10      | 2-е місце в групі 3 кваліфікації до чемпіонату Польщі. Найвище досягнення для клубів з Волині.                              |
| 1936      | II        | Кляса «А» (Волинська ОЛ) | 1/5       | Поразка у фіналі волинської Кляси «А»                                                                                       |
| 1936/1937 | II        | Кляса «А» (Волинська ОЛ) | 2/8       | |
| 1937/1938 | II        | Кляса «А» (Волинська ОЛ) | 1/8       | 1-е місце в групі 4 кваліфікації до чемпіонату Польщі, 4-е місце в фінальній групі. Найвище досягнення для клубів з Волині. |
| 1938/1939 | II        | Кляса «А» (Волинська ОЛ) | 1/8       | 4-е місце в групі 3 кваліфікації до чемпіонату Польщі. Найвище досягнення для клубів з Волині.                              |